# 高貴な嘘

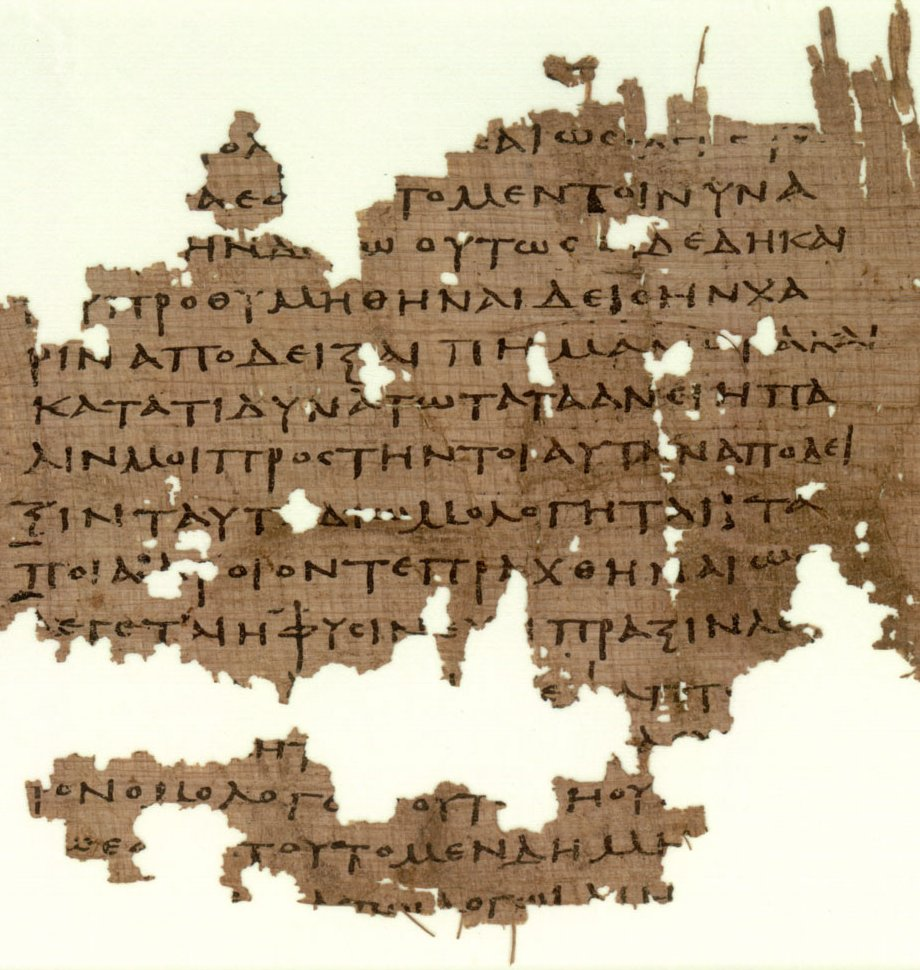
P. Oxy. 3679、プラトンの『国家』の断片を含む紀元3世紀の写本。

高貴な嘘（こうきなうそ、古希: γενναῖον ψεῦδος、ゲンナイオン・プセウドス、英: noble lie）とは、プラトンの主著である『国家』第3巻で用いられた語彙・概念であり、転じて為政者が全国民を説得する（納得させる）ために用いる作り話・虚構を意味する。
その中で、ソクラテスはプラトンが提案した理想国家を構成する3つの社会階級の起源を説明する神話を提示し、人々が「この神話を信じれば...国家と互いのことをより気にかけるようになるという良い効果があるだろう」と主張した。
より広い文脈で、社会科学と社会哲学においては、社会秩序を維持するため、あるいは「より大きな善」のために、自然に発生するかエリートによって広められる社会における神話または嘘を意味する語としても用いられる。
こうした概念は、宗教の領域で用いられたり、世俗の領域でも、ポリティカル・コレクトネスのように社会調和や社会正義のために批判や議論の対象から取り除こうとする形で、用いられることがある。

## 原義

### 狭義
直接の典拠部分である『国家』第3巻（414B-C）の文脈では、プラトンは理想国家における実力主義・能力主義的な階級・階層分け（「国の守護者」としての支配者/為政者/法制定者階層（※後の第5巻-第7巻でそれが哲人統治者階層であることが明かされる）、「補助者」としての軍人階層、「その他」の農民・職人・商人・労働者階層）を主張し、上の階層には多くの労苦・忍従、下の階層には服従、そして全階層に各々の役割への専念と社会的調和を説得するために、この「高貴な嘘」が主張され、その内容として、「カドモスのテーバイ建国神話（地中に撒かれた竜の歯から戦士たちが誕生）と、ヘシオドス『仕事と日』の（時代/能力）区分（金/銀/銅/鉄）を組み合わせた物語」が、すなわち「国民は皆「同じ大地」から生まれた「兄弟」だが、その素質/能力には、出自に関係無く（金/銀/銅/鉄の）差異があるのであり、「金/銀」の者を「守護者/補助者」とし、「銅/鉄」の者をその他の「農民/職人など」の地位へとつけ、そうした各々の性質に適した役割に専念すべきである」といった内容の物語が提示される。
（なお、その少し後のくだり（415D-421A）では、「国の守護者/補助者」たちの（最低限の報酬だけを受け、所有/贅沢が禁止され、質素な住居に住んで共同食事/共同生活をするといった）「傭兵にすら劣る境遇/待遇」が説明され、そうした境遇/待遇を彼らに納得させるための、第2の/追加の/補助的な「高貴な嘘」として、「彫像の喩え」が持ち出され、「国の守護者」は「彫像の目」に相当するものであり、その「最も美しい部分」を「最も美しい色 (深紅色)」で塗って飾り立てる（「国の守護者」を贅沢な境遇で飾り立てる）ことは、彼らの「目」(守護者) としての部分・役割も、「彫像全体の美しさ」(国家全体/国民全体の利益・幸福) も、共に台無しにしてしまうことになるので、「目」(守護者) にはその部分・役割にふさわしい色（黒）（としての質素な境遇）が与えられなくてはならない、といった話が提示される。）
ここで意識されているのは、「存在としての平等性」「仲間・同胞意識」と「能力的（適性的）差異」という2種類の異なるメッセージを両立・併存させることであり、それによって、（社会不安・内乱・革命の原因となる）民主主義・平等主義勢力（下の階層）の感情に配慮しつつも、当時のアテナイのような（くじ引きで役職が決められる）「悪平等主義」を排除して、「機能的な人員配置」を可能にすること、そしてまた同時に、「国の守護者」（上の階層）たちには、「自分たち（の階層）だけの利益/幸福」を考えずに、（下の階層を含む）「国家全体/国民（仲間・同胞）全体の利益・幸福・救済」を考えなければならない、という（ノブレス・オブリージュ的な）意識/責任感/義務感/戒めを与えることである。（この「同胞救済意識」に関しては、後の第7巻 (519D-521B) にて、改めて強調される。）
ここで注意すべきなのは、プラトンは支配者/為政者/法制定者階層である「国の守護者」達を、「幼少期から尋常ならざる訓練・課題の労苦・忍従を経て選抜されてきた者達であり、国民から最低限の報酬を得て暮らし、世俗的な利益・権益は求めない者達」である（※後の第5巻-第7巻にて、そのようなことが可能なのは、元々の素質や訓練だけでなく、「彼らが最終的に「善のイデア」へと到達する教育を施され、世俗的な利益・権益に依らずに幸福・充足を獲得できている者達であり、またそこへと国民を善導していかなければならないという使命感を持っている者達でもある」からと説明されることになる）と説明しており、この「高貴な嘘」は、為政者が自分の利益・権益を獲得・拡大・正当化するためのものではないという点である。
あくまでも「全ての国民が、各々の役割に納得・満足し、国家共同体として調和・一致結束できる（そして「善」に向けて進んでいける）ようにさせる」ことを目的として、この「高貴な嘘」は言及されている。

### 広義
なお、プラトンは、上記した箇所以外にも、同書『国家』2巻 (382D)・第3巻 (389B) や、『法律』第2巻 (663D-E) 等において、「若者・国民を善導するための「有益な偽り（作り話）」なら許される」という趣旨の主張を、繰り返し述べており、更には、『国家』の第5巻 (459D-460A) や、『ティマイオス』の冒頭 (18D-E) では、「優秀な男女」と「劣った男女」をそれぞれ結び付けて、「優秀な血統」のみを残すために、「婚姻決定のくじ引き」に細工するという「偽り/欺き」を用いることすらも肯定しており、これらも広義の「高貴な嘘」と見做すことができる。
もっと言ってしまえば、プラトンは初期から後期に至るまでの様々な対話篇の中で、「冥府」「宇宙」「神」「魂の不死」「善」などの話について、「（実際はどうか分からないが）そう考えることにした方が、勇気づけられ、努力・精進・実践の糧となる」といった趣旨の実践後押しの意図を繰り返し付言していたり、「イデア論」に関しても、「相対主義や混乱に陥ることを避けるため」であることを説明・付言しているため、そうしたプラトンの思想の根幹に関わる部分すらも、善導のために設定・仮設された「高貴な嘘」であると見做すことが可能である。

## 批判
プラトンによって定義された高貴な嘘の概念は、現代の解釈者の間で論争を引き起こしている。フランシス・マクドナルド・コーンフォードを含む初期の古典学者の一部は「高貴な嘘」が誤訳であると主張したが、アラン・ブルームはプラトンの表現の文字通りの翻訳と解釈を主張した。
『開かれた社会とその敵』において、カール・ポパーは「ソフィストの破壊的な慣習主義と戦い、最終的に宗教に基づく精神的自然主義を確立したとしてプラトンを賞賛する解説者たちが、慣習、というよりむしろ発明を宗教の究極的基礎とした彼を非難しないのは理解し難い」と述べている。少なくとも、プラトンがこれらすべてを皮肉ではなく誠実に意図していたと仮定すれば、プラトンにとって宗教は高貴な嘘である。ポパーは、プラトンの宗教概念がその後の思想に大きな影響を与えたと考えている。
ジョン・スチュアート・ミルは「社会にとって有益な意見への批判を制限すべき」という主張に対する体系的な反論を展開している。この主張は、意見制限の根拠を「正しさ」から「有用性」へと移行させることで、意見制限を正当化しようとするものである。しかしミルによれば、これは問題の本質を変えるものではない。なぜなら、ある意見が「有益か」という判断自体が、「正しいか」という判断と同様に深い議論を必要とする問題だからである。ミルは、ある意見を「有害だ」と結論づけるためには、その意見の持ち主に十分な反論の機会を与える必要があると主張する。そうでなければ、意見の有用性を判断する「無謬の判定者」の存在を想定せざるを得なくなる。さらに重要な点として、意見の「正しさ」と「有用性」は本質的に分離できないことを指摘している。意見の正しさは有益さの重要な要素であり、真理に反する意見が真に有益であることはあり得ない。実際、通説を支持する側も、その意見が「真理」だから「有益」だと主張しているのである。このような論理に基づき、ミルは、ある意見の「有用性」のみを議論の対象とし、「正しさ」への疑問を禁じることは、公平な討論を不可能にすると結論づけている。現実的にも、「正しさ」を問うことが許されない場所では、「有用性」を否定することも許されていないことが多いという。